# 飯塚朝美
飯塚 朝美（いいづか あさみ、1983年5月 - ）は、日本の小説家。千葉県出身。千葉県立千葉南高等学校、日本大学芸術学部文芸学科卒業。

## 経歴
2000年「ミゼリコード」で第91回文學界新人賞島田雅彦奨励賞受賞。2005年「二重螺旋のエチカ」で第4回江古田文学賞受賞。2008年「クロスフェーダーの曖昧な光」で第40回新潮新人賞受賞。

## 作品

### 単行本
- 『地上で最も巨大な死骸』（2010年2月、新潮社、ISBN 9784103229216）
  - 地上で最も巨大な死骸（初出：『新潮』2009年10月）
  - クロスフェーダーの曖昧な光（初出：『新潮』2008年11月）

### 単行本未収録作品
- ミゼリコード（『文學界』2000年12月）
- 二重螺旋のエチカ（『江古田文学』60号）